# Zhang Ming
Zhang Ming (chinesisch 章明, Pinyin Zhāng Míng; * 4. Juni 1961 in der Provinz Sichuan, Volksrepublik China) ist ein chinesischer Filmregisseur.
An der Universität Chongqing studierte Zhang zunächst Ölmalerei, ehe er bis 1991 Filmregie an der Pekinger Filmhochschule studierte. Neben seiner Tätigkeit als Filmregisseur ist er Regiedozent an der Filmhochschule in Peking. Sein letzter Film „Before Born“ lief im Forum des Jungen Films im Rahmen der Internationalen Filmfestspiele 2006 in Berlin, wie zuvor bereits zwei andere Filme von ihm.

## Filmografie (Auswahl)
- 1996: Rain Clouds over Wushan (chinesisch 巫山云雨, Pinyin Wushan Yunyu)
- 2002: Weekend Plot (chinesisch 秘语十七小时, Pinyin Miyu Shiqi Xiaoshi)
- 2005: Before Born (chinesisch 结果, Pinyin Jie guo)